# Condado de Rapla
El condado de Rapla (en estonio: Rapla maakond) o  Raplamaa es el nombre de uno de los quince condados en los que está dividida administrativamente Estonia. Está situado en la parte occidental del país y limita con el condado de Järva al este, el condado de Pärnu al sur, el condado de Lääne al oeste y el condado de Harju al norte. Su capital es Rapla.

## Historia
La primera mención escrita de Rapla se remonta al censo danés del año 1241 (Liber Census Daniae).

## Gobierno del condado
Cada uno de los condados de los que se compone el país es regido por un gobernador (en estonio: maavanem), elegido cada cinco años por el gobierno central. Desde el 9 de agosto de 2004, dicho cargo está en manos de Tõnis Blank.

## Municipios
Desde la reforma territorial de 2017, se divide en cuatro municipios, todos ellos rurales:
- Municipio de Kehtna (capital: Kehtna)
- Municipio de Kohila (capital: Kohila)
- Municipio de Märjamaa (capital: Märjamaa)
- Municipio de Rapla (capital: Rapla)

## Geografía
De entre los recursos naturales existentes en el condado de Rapla podemos destacar la caliza, dolomita, la turba y la arcilla.

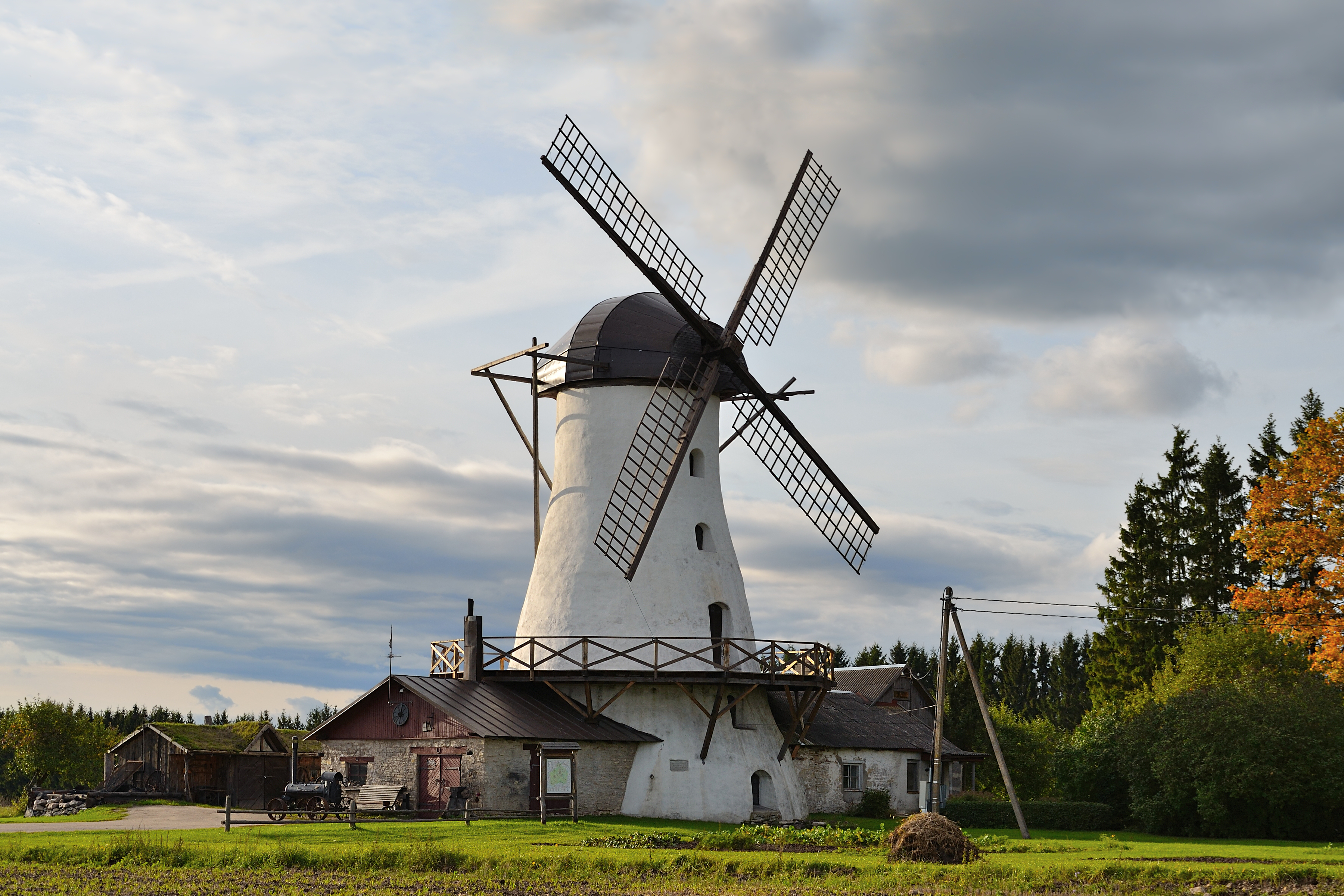
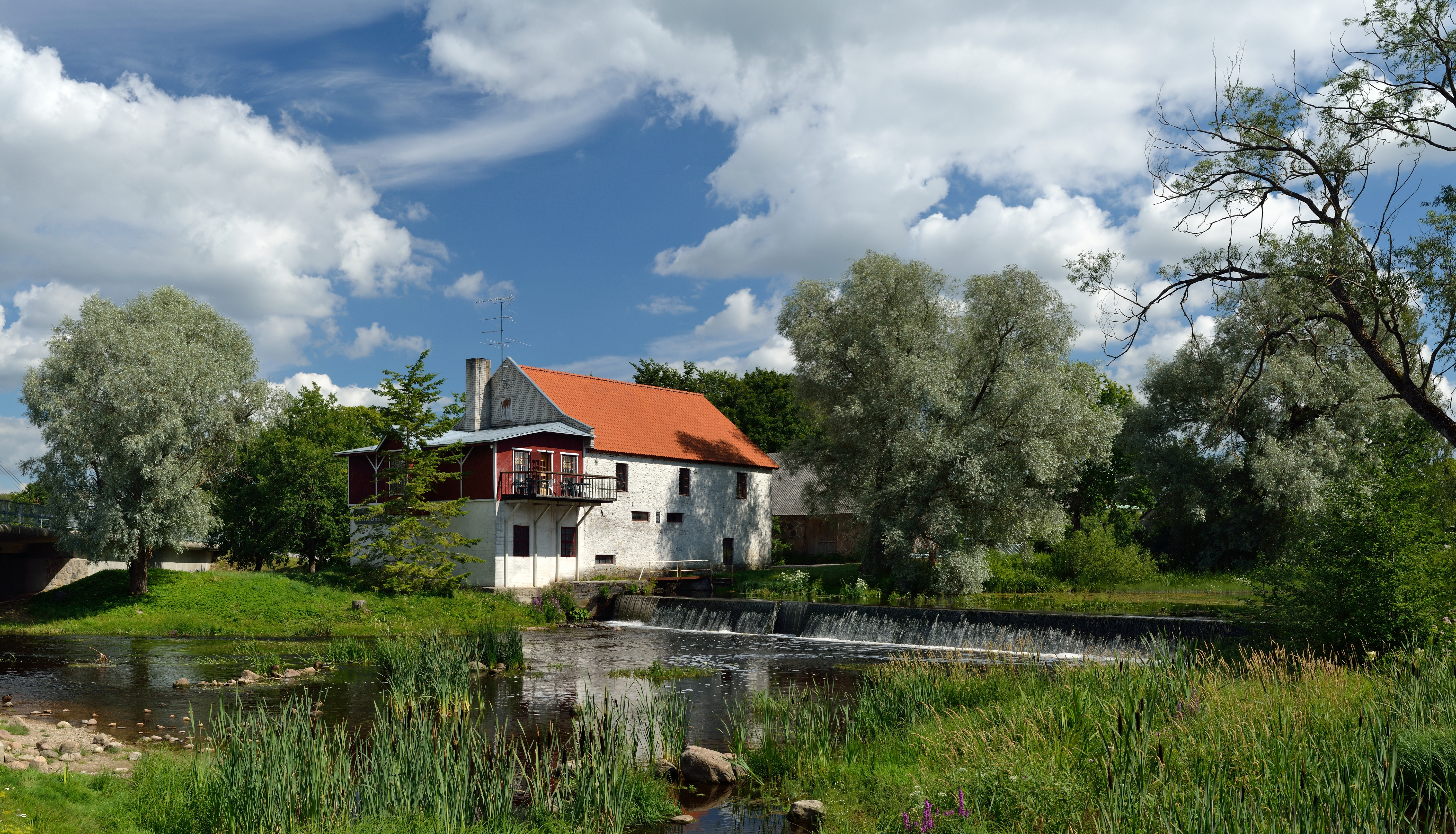
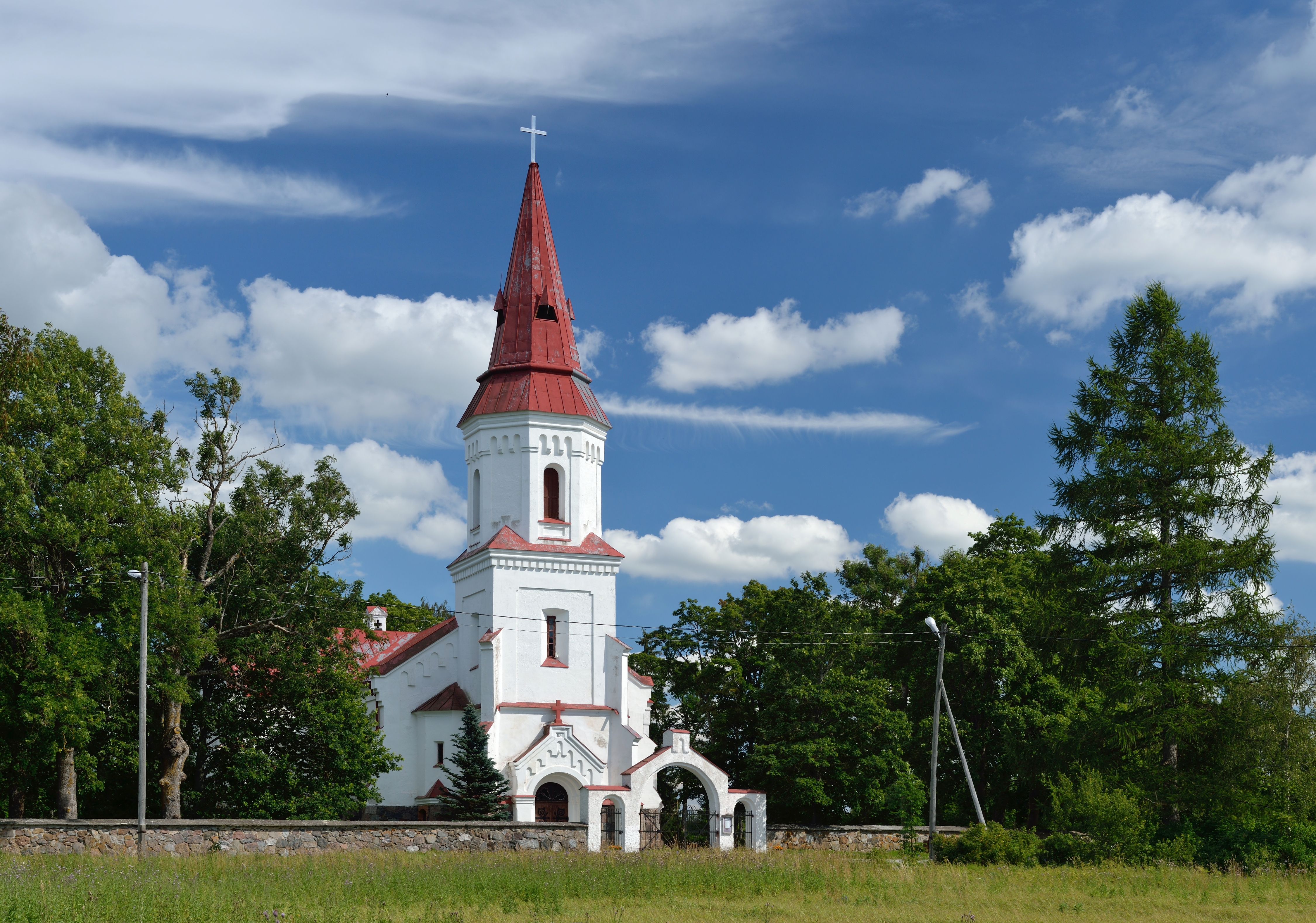
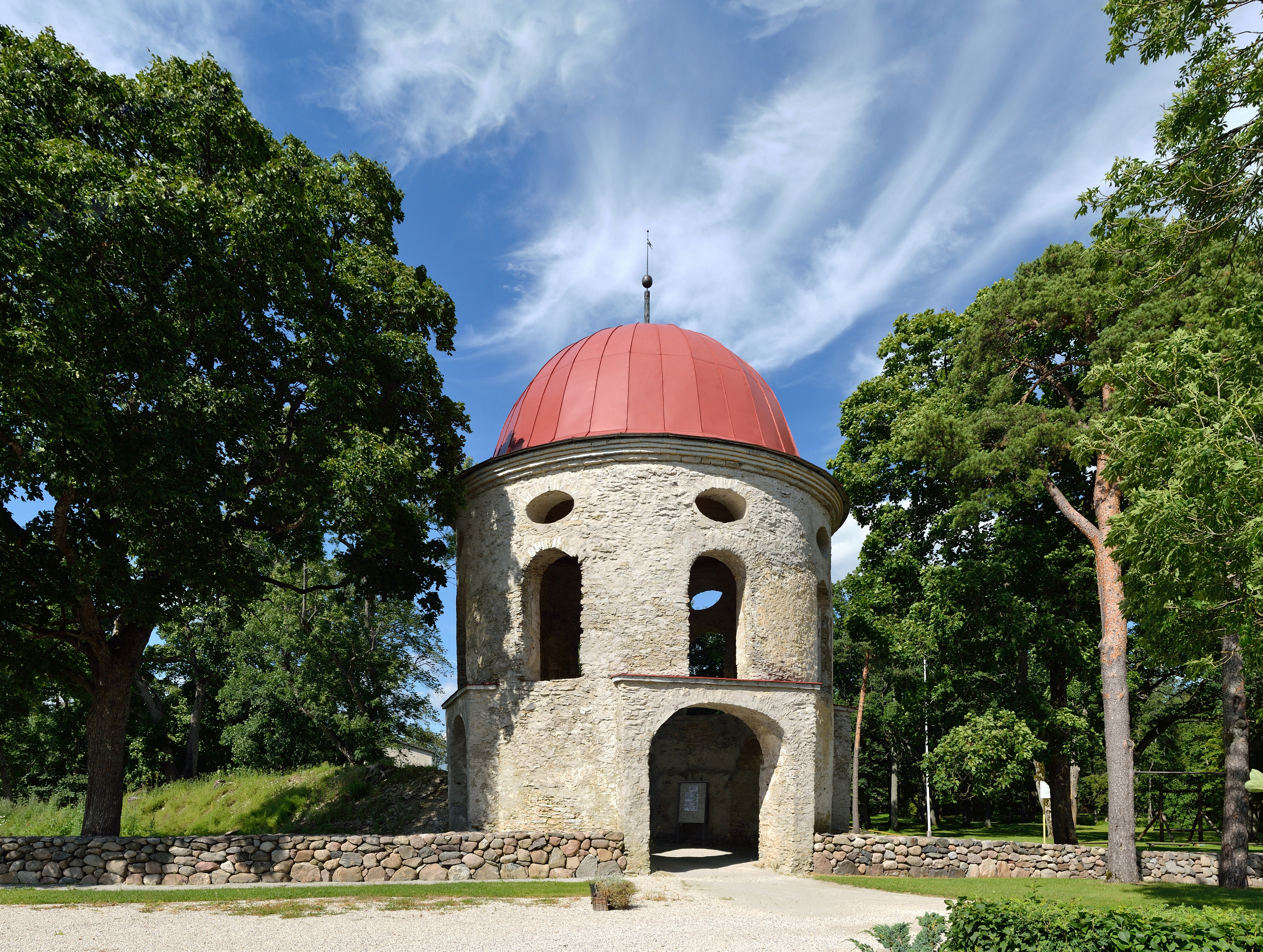
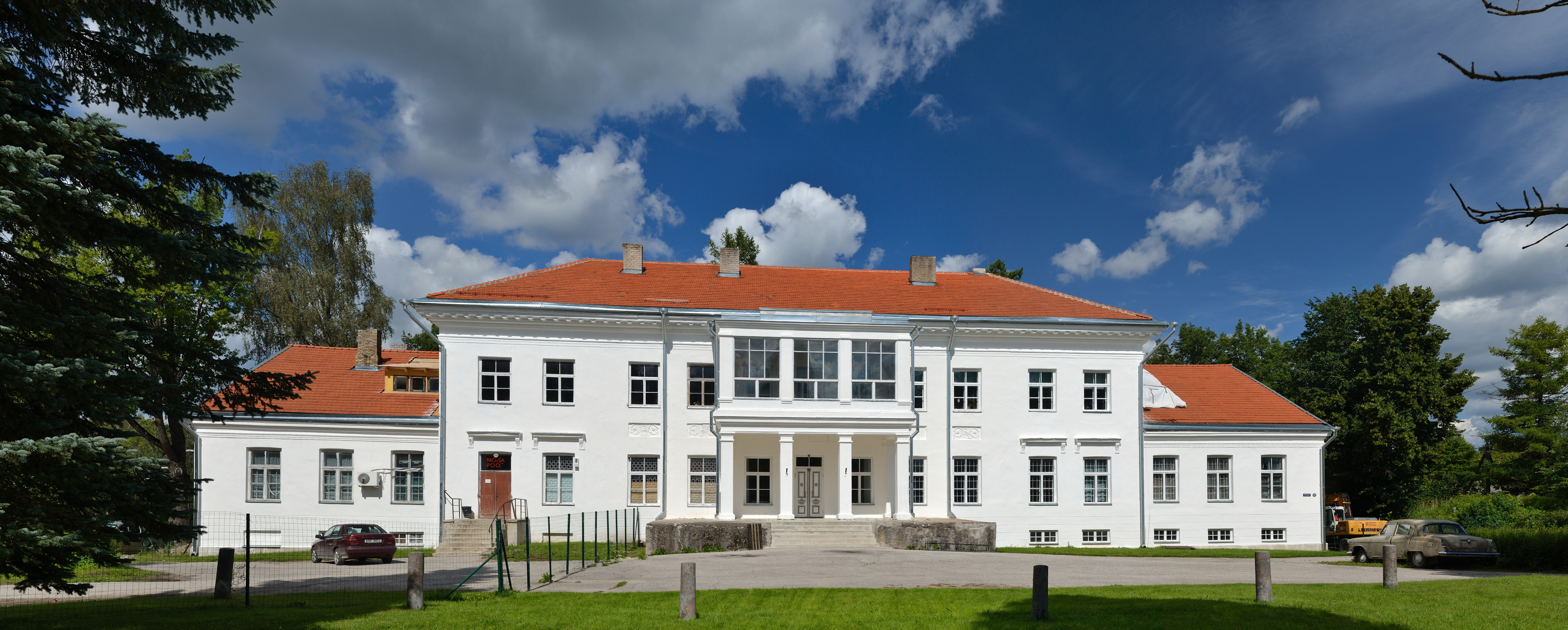
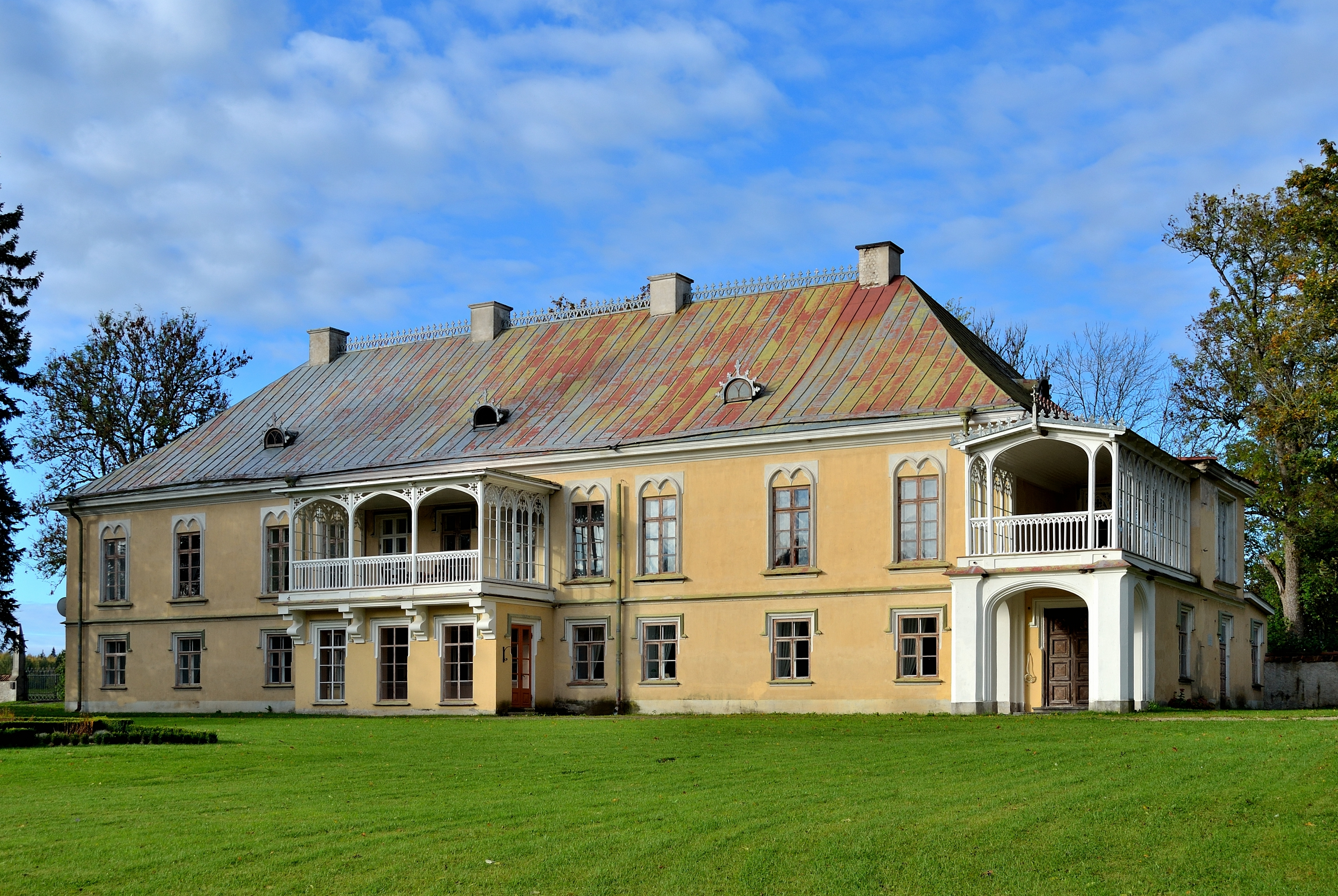